# 20/20
20/20 er et amerikansk tv-nyhedsmagasin, der er blevet sendt på ABC siden 6. juni 1978. Oprettet af ABC News-direktør Roone Arledge blev programmet designet på samme måde som 60 Minutes, idet det indeholder dybdegående historiepakker, selvom det fokuserer mere om historier om menneskelige interesser end internationale og politiske emner. Programmets navn stammer fra "20/20" måling af synsstyrke.

## Medvirkende

### Nuværnede medvirkende

#### Værter
- David Muir (2013–nu)
- Deborah Roberts (2022–nu)

#### Korrespondenter
- Juju Chang
- John Quiñones
- Diane Sawyer

### Tidligere medvirkende

#### Værter
- Harold Hayes (1978; død)
- Robert Hughes (1978; død)
- Hugh Downs (1978–1999; død)
- Barbara Walters (1979–2004, 2013–2014; død)
- Diane Sawyer (1998–2000)
- Charles Gibson (1998–2000; pensioneret)
- Sam Donaldson (1998–2000; pensioneret)
- Connie Chung (1998–2000)
- John Miller (2002–2003)
- John Stossel (2003–2009)
- Elizabeth Vargas (2004–2018)
- Chris Cuomo (2009–2013)
- Amy Robach (2018–2023)

#### Korrespondenter
- Martin Bashir
- Sylvia Chase (1978–1988; død)
- Catherine Crier
- Katie Couric
- Arnold Diaz (nu på WPIX i New York City)
- Steve Fox
- Thomas Hoving (1978–1984; deceased)
- Tom Jarriel (1979–2002; retired)
- Dr. Tim Johnson
- Peter Lance
- John Laurence
- Dave Marash
- Cynthia McFadden (nu på NBC News)
- Lisa McRee
- Perri Peltz (1998–2000)
- Stone Phillips (1986–1992)
- Bill Ritter
- Geraldo Rivera
- Brian Ross
- Carl Sagan
- Lynn Sherr (1986–2008)
- Sander Vanocur (1978–1991; død)
- Chris Wallace (nu på CNN)